# شهرداری ژابلیاک
شهرداری ژابلیاک (به لاتین: Žabljak Municipality) یک منطقهٔ مسکونی در مونته‌نگرو است که در دورمیتور، مونته‌نگرو واقع شده‌است. این شهرداری بخش اول اداری مونته‌نگرو است. کشور مونتنگرو به ۲۳ شهرداری تقسیم شده‌است که به شهر سلطنتی قدیمی پدیگوریکا تقسیم می‌شود و سطح اساسی دولت محلی را تشکیل می‌دهد.